# رابرت هیند (ورزشکار)
رابرت هیند (انگلیسی: Robert Hinde; ۲۵ ژوئن ۱۹۰۰ – ۱۳ ژوئیهٔ ۱۹۸۱) فرد نظامی اهل بریتانیا بود.
همچنین برندهٔ جوایزی همچون نشان امپراتوری بریتانیا و نشان حمام شده‌است.